# London, Midland and Scottish Railway
A London, Midland and Scottish Railway (LMS) a Big Four néven ismert négy nagy brit vasúttársaság egyik tagja volt, amelyet az 1921-es vasúti törvény hozott létre.

## Megalakulása
A London, Midland and Scottish Railway 1923. január 1-jén kezdte meg működését, amikor hatályba lépett a nagyjából 120 brit vasúttársaságot négy nagy tömörülésbe összefogó, 1921-ben elfogadott jogszabály. Az LMS a négy társaság közül a legnagyobb volt. Ellentétben nagy vetélytársával, a London and North Eastern Railway-jel (LNER), az LMS-ben nem korábban is együttműködő cégek, hanem egykori riválisok fuzionáltak. Emiatt a kezdeti években a közös szervezeten belül is tovább élt a vetélkedés a korábban önálló London and North Western Railway és Midland Railway között.
A társaság központosított menedzsmentjének élére Sir Josiah Stampet választották elnöknek 1925-ben, aki ezt a posztot egészen 1941-ig töltötte be.
Az LMS-t nyolc nagy társaság alapította, de 1922-ben a London and North Western Railway bekebelezte a Lancashire and Yorkshire Railway-t, ezért 1923-ban már csak hét cég fuzionált. Rajtuk kívül csatlakozott a szervezethez 26 társaság, amelyeket az alapítók birtokoltak vagy üzemeltettek, valamint cégek az ír területeken, és számos olyan vasúti vállalkozás, amely közös tulajdonban volt a Big Four más tagjaival. 1935. december 31-én 222 220 alkalmazottja volt a London, Midland and Scottish Railway-nek.

### Alapító társaságok
- Caledonian Railway
- Furness Railway
- Glasgow and South Western Railway
- Highland Railway
- Lancashire and Yorkshire Railway
- London and North Western Railway
- Midland Railway
- North Staffordshire Railway

## Adatok
Az LMS a világ legnagyobb szállítmányozó vállalata volt, Nagy-Britanniában pedig a legnagyobb kereskedelmi vállalkozás. Az LMS birtokolta a Brit Birodalom legnagyobb hotelláncát is. A cég érdekelt volt a többi között dokkok üzemeltetésében, a hajózásban, a busz- és légi forgalomban.
1938-ban az LMS 6 845 mérföld vasútvonalat üzemeltetett, ez a brit hálózat 33,1 százaléka volt. A cég tulajdonában 7 644 mozdony, a brit állomány 38,8 százaléka, 17 478 személykocsi (40,2 százalék) és 285 611 tehervagon (53 százalék) volt. Ebben az évben a cég vonatai 228,5 millió mérföldet	(39 százalék) tettek meg.

## Utas- és teherszállítás
1933-ban a társaság új főmérnöke William Stanier lett, aki teljesen megújította a vasúti üzletágat. A személyszállításban az LMS egyik fő célja a minél komfortosabb utazás megteremtése volt. Az ülések kényelmesebbek, az ablakok nagyobbak, a fedélzeti ellátás jobb lett.
A legfontosabb expresszek új, a kornak megfelelő áramvonalas, az art déco hatását tükröző külsőt kaptak. A mozdonyok és a Skóciába tartó járatok - elsősorban marketingszempontból - olyan nevet kaptak, amelyek a brit királyi családdal voltak kapcsolatban, hogy így is növeljék a luxus érzetét. Ilyen volt a London és Glasgow között közlekedő Royal Scot vagy Coronation Scot. Ez utóbbit az LMS Princess Coronation osztály mozdonyai húzták, amelyek olyan főúri neveket kaptak, mint a Duchess of Hamilton, Duchess of Abercorn vagy Duchess of Montrose. Az új mozdonyoknak köszönhetően hat és fél órára rövidült a London és Glasgow közötti út.
A teherszállításban úttörő szerepet játszott a társaság, amikor megkezdte az áruk konténeres utaztatását. Az LMS élen járt Nagy-Britanniában a villamosításban és a dízelmozdonyok fejlesztésében. 1948-ban a vállalatot, a másik három nagy társasággal együtt, államosították az 1947-ben elfogadott szállítási törvény alapján.

## Galéria

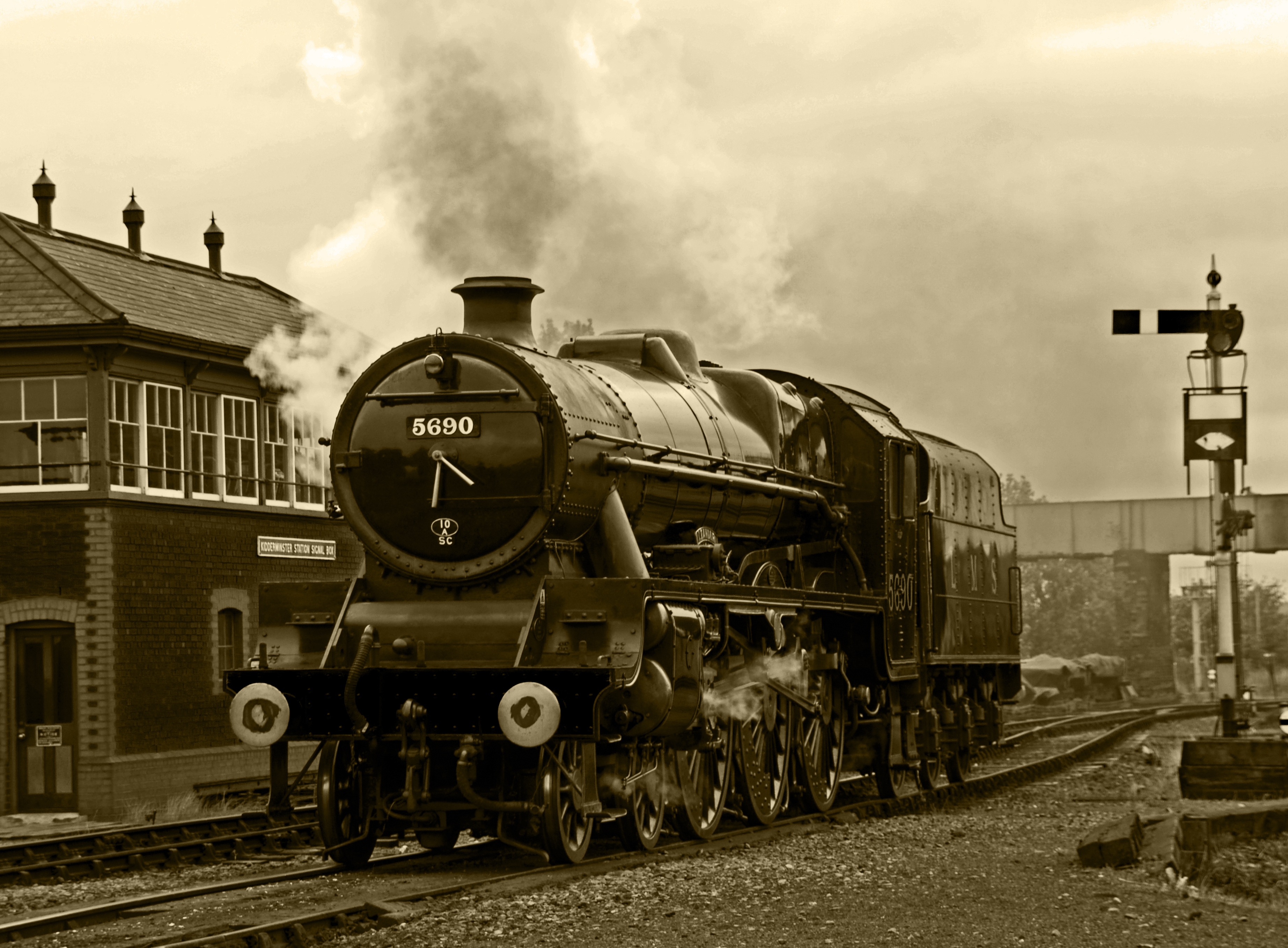
A Jubilee osztályú Leander
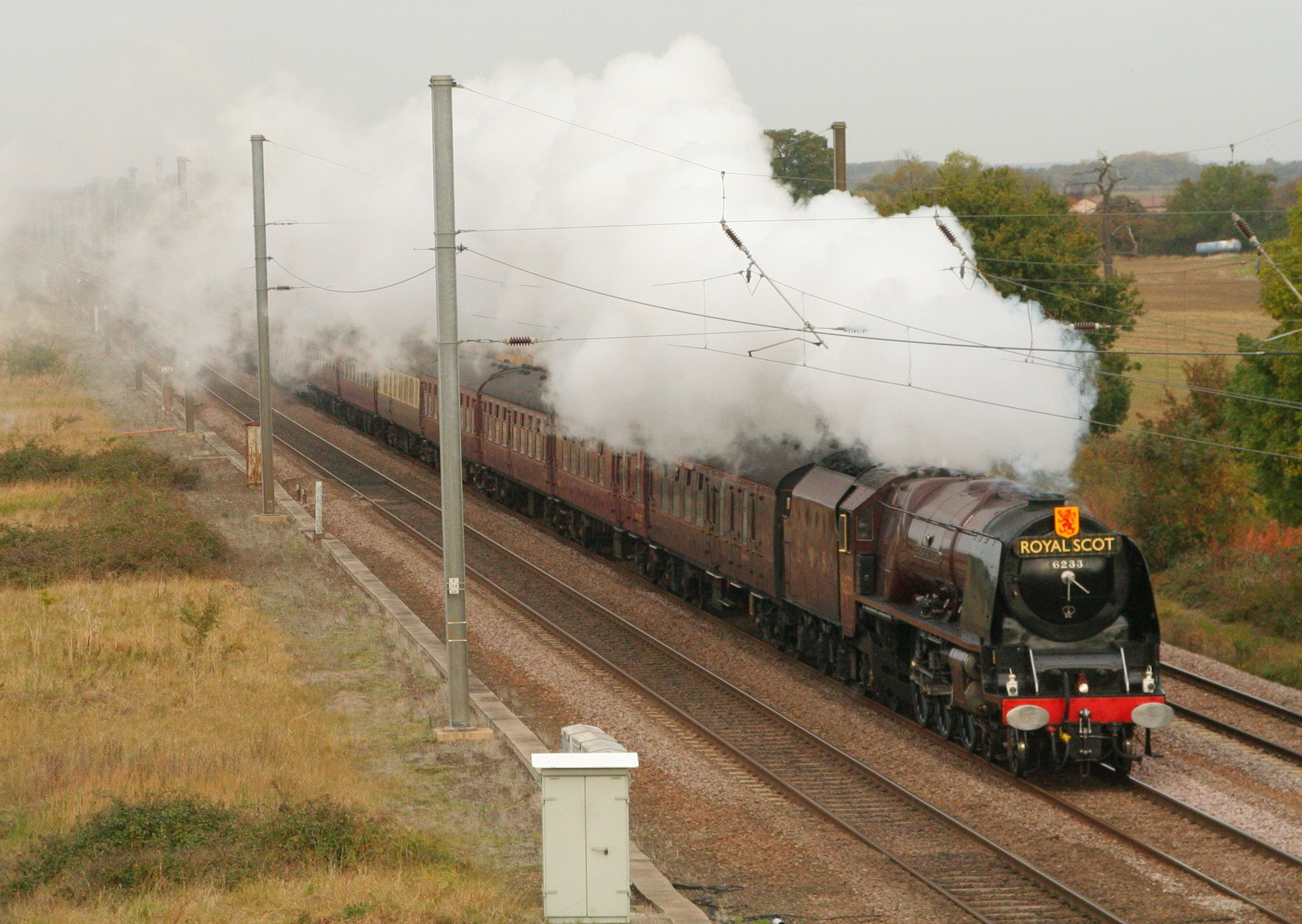
A Duchess of Sutherland
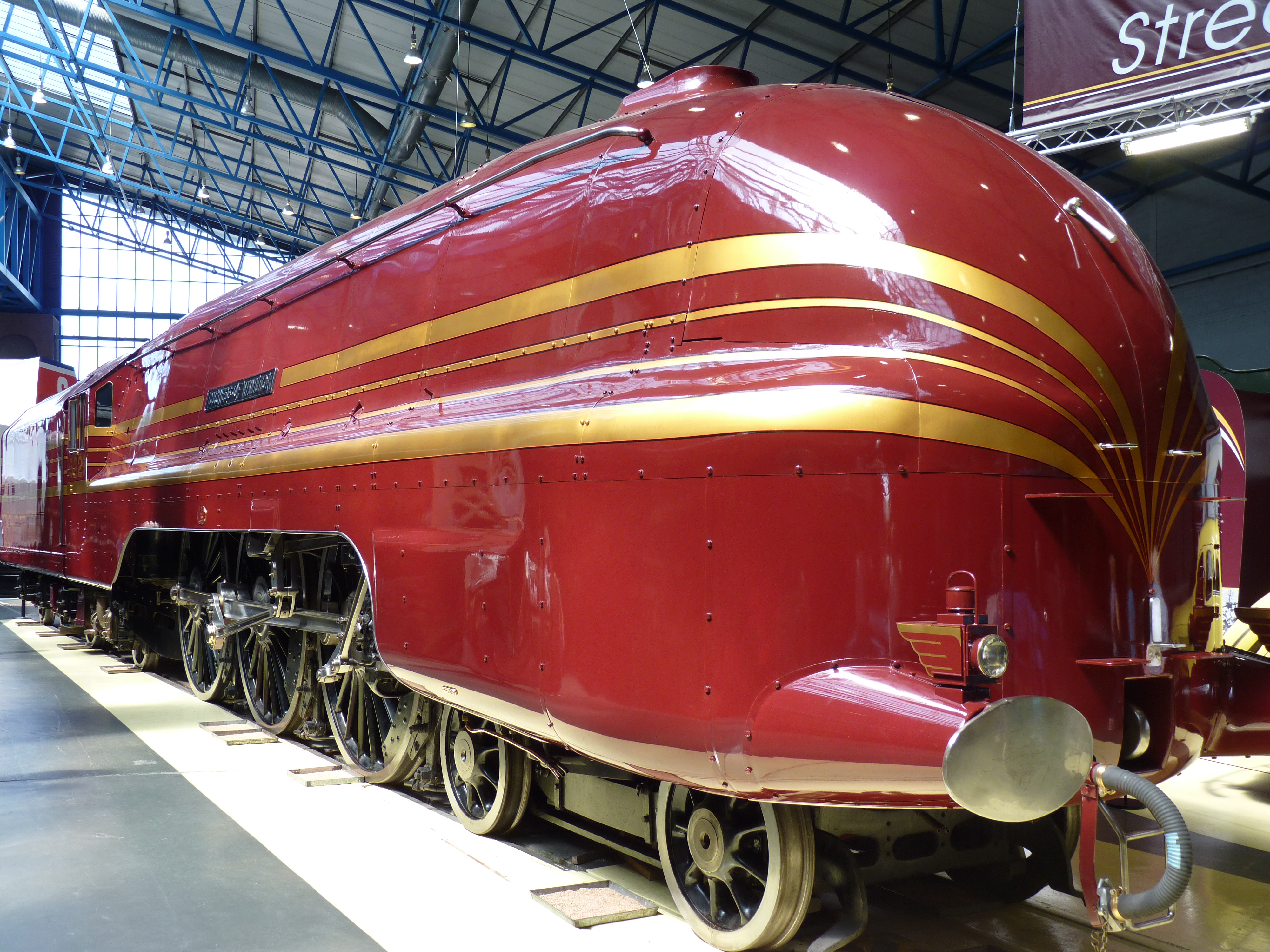
A Duchess of Hamilton
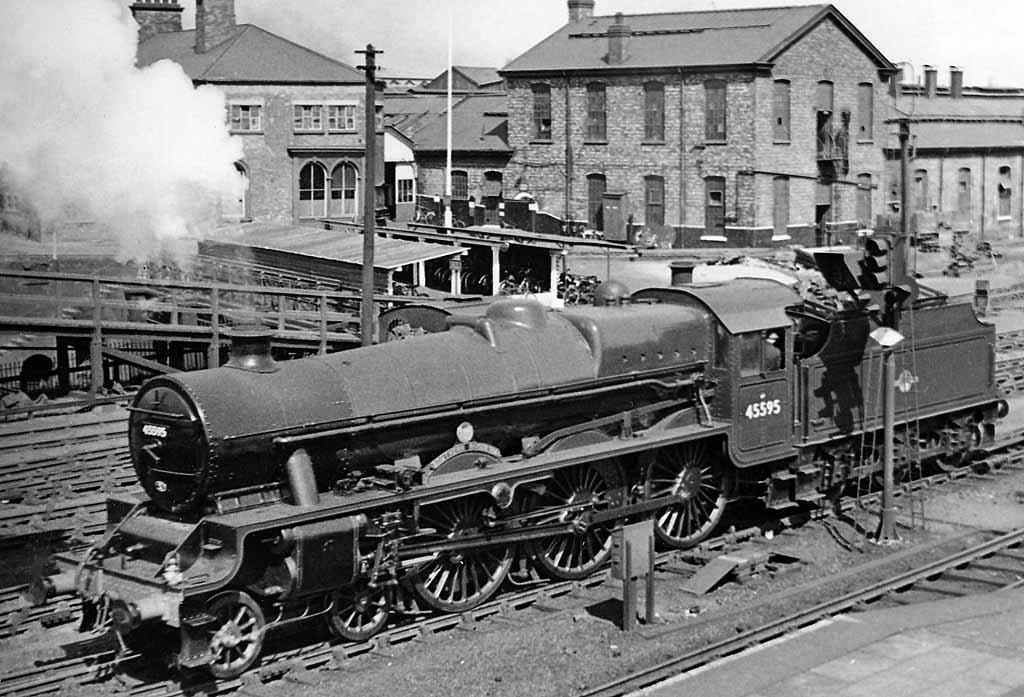
A Jubilee osztályú Southern Rhodesia
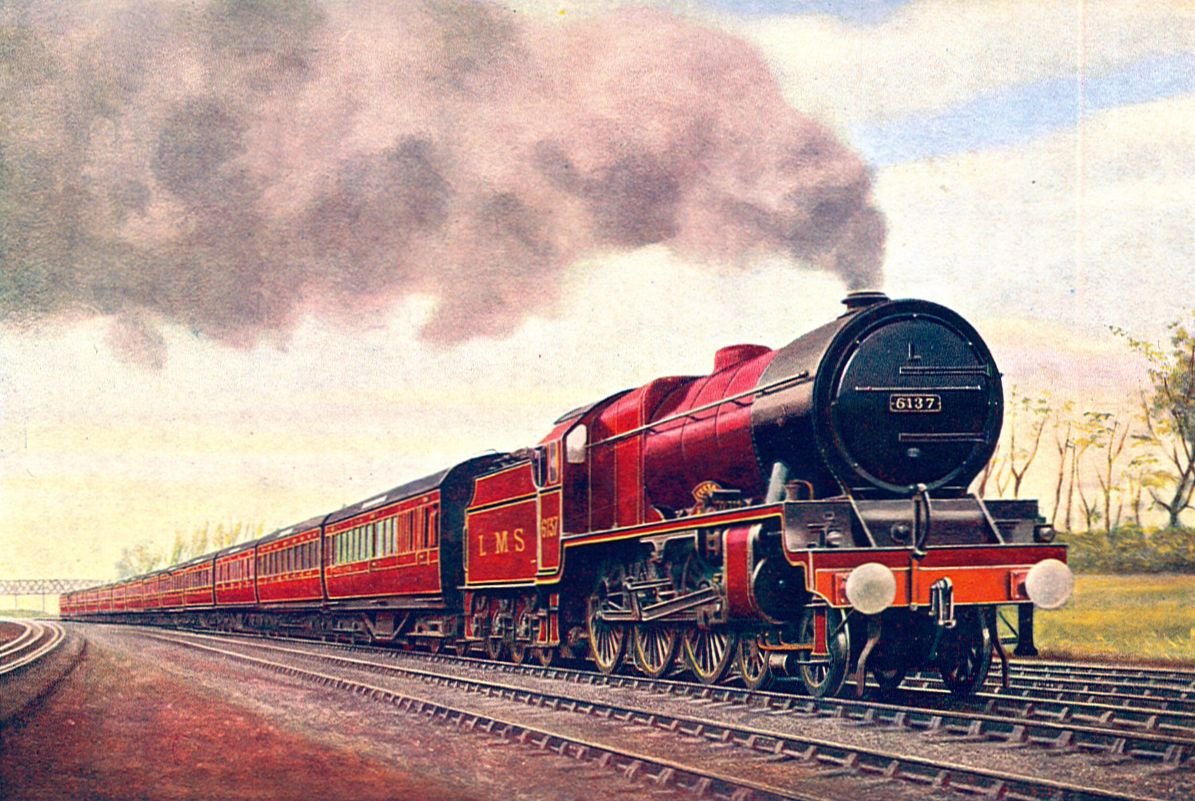
A Vesta húzza a Royal Scot expresszt 1928-ban
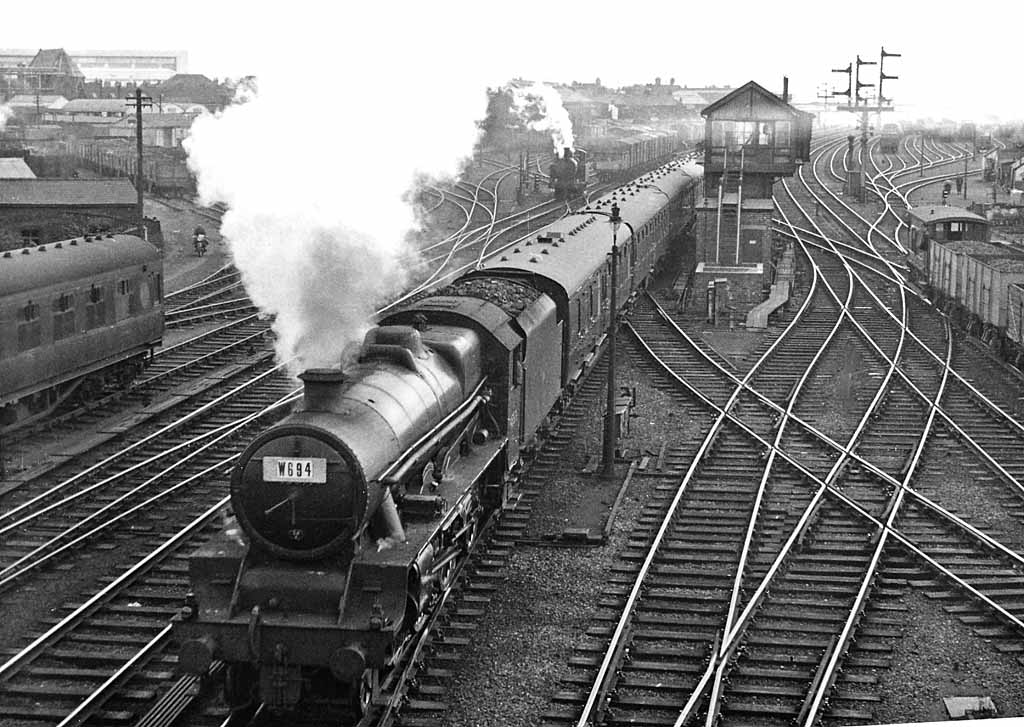
A South Africa a staffordi állomáson

## Multimédia
- 1937-es felvétel a Coronation Scotról